# Giorgio Pellizzaro
Giorgio Pellizzaro (Mantova, 16 agosto 1947 – Brescia, 9 febbraio 2025) è stato un calciatore e allenatore di calcio italiano, di ruolo portiere.

## Carriera

### Giocatore
Esordisce in Serie A nella squadra della sua città, il Mantova, il 12 maggio 1968 in Bologna-Mantova (1-0), e coi virgiliani disputa un campionato di A di due di Serie B, il secondo dei quali da titolare (presente in tutti i 38 incontri del torneo).
Nel 1970 viene ingaggiato dalla Sampdoria, dove è secondo portiere fino al novembre 1973. Si trasferisce quindi al Catanzaro, in Serie B, disputando cinque stagioni da protagonista, essendo tra gli artefici delle due promozioni dei calabresi in Serie A nelle stagioni 1975-1976 e 1977-78.
Scende di categoria prima a Foggia in Serie B, poi a Forlì in Serie C1, per riassaporare la massima serie nel 1980 con la neopromossa Brescia. Con i lombardi chiude la carriera da calciatore nel 1984, dopo la doppia retrocessione delle rondinelle dalla A alla C1.
In carriera ha collezionato complessivamente 41 presenze in Serie A e 202 presenze in Serie B.

### Allenatore
Smessi i panni di calciatore, è diventato prima allenatore del settore giovanile del Brescia, successivamente preparatore dei portieri. Per 24 anni è stato stretto collaboratore di Claudio Ranieri (suo compagno di squadra al Catanzaro), facendo parte dello staff tecnico dagli anni di Napoli, Fiorentina, Valencia, Atletico Madrid, Chelsea, Parma, Juventus, Roma, Inter, Monaco, Nazionale greca e Leicester come allenatore dei portieri.

## Palmarès

### Giocatore
- Campionato italiano di Serie B: 1

Catanzaro: 1975-1976